# Reem Sahwil
Reem Sahwil (* 2000 in Baalbek, Libanon) wurde während der Flüchtlingskrise 2015 als „weinendes Flüchtlingsmädchen“ bei einem Bürgerdialog mit Bundeskanzlerin Angela Merkel bekannt. Nachdem sie als Staatenlose in Deutschland ab 2010 zunächst befristet geduldet wurde, erhielt sie eine Niederlassungserlaubnis und 2022 einen deutschen Pass.

## Leben
Reem Sahwil wurde im palästinensischen Flüchtlingsviertel Wavel der libanesischen Stadt Baalbek als Frühgeburt geboren. Sie hat von Geburt an einen Gehfehler und saß lange Zeit im Rollstuhl. 2006 erlitt sie zusätzlich einen Verkehrsunfall. 2010 kam die Familie nach Deutschland zwecks einer medizinischen Behandlung der Lähmung. Das Geld dafür wurde im näheren Umfeld der Familie aufgebracht. Reem Sahwil ging auf das Schulzentrum Paul Friedrich Scheel in Rostock, ein Förderzentrum für Körperbehinderte, und war in ihrer Klasse Klassensprecherin. Seit 2016 kann sie wieder laufen. Sie erklärte im Juli 2016, dass es ihr „gesundheitlich immer besser“ gehe.
Am 15. Juli 2015 fand der Bürgerdialog Gut leben in Deutschland mit Angela Merkel in der Schule statt. Es nahmen 29 Schüler teil. Spontan befragte Reem Sahwil die Bundeskanzlerin, ob sich der unsichere Aufenthaltsstatus ihrer Familie als befristet Geduldete verbessern ließe, da sie sonst keine Zukunft für sich sehe. Die Kanzlerin antwortete, dass sehr viele Menschen Asyl beantragen, es zu zeitlichen Verzögerungen in der Bearbeitung komme und manche Asylbewerber auch zurückgehen müssten. Sahwil begann zu weinen und wurde daraufhin von der Kanzlerin getröstet. Diese lobte sie auch für ihren Mut, ihre Problematik vorzutragen.
Ein Video-Ausschnitt aus diesem Gespräch löste kontroverse Reaktionen aus. So wurde die Kanzlerin als „gefühlskalt“ bezeichnet. Reem Sahwil selbst fand ihr gegenüber lobende Worte.
Im Dezember 2015 trat Sahwil im Fernsehen in der RTL-Sendung „2015! Menschen, Bilder, Emotionen“, dem von Günther Jauch moderierten Jahresrückblick, auf. Im April 2016 wurde sie zu einem Privatgespräch mit Angela Merkel ins Bundeskanzleramt geladen.
Die Duldung der Familie, die aus ihren Eltern, ihrem jüngeren Bruder, ihrer jüngeren Schwester und Reem besteht, galt bis zum Oktober 2017. Positiv wurde die Berufstätigkeit des Vaters in der Flüchtlingshilfe und der Mutter in einer Weiterbildungseinrichtung gesehen sowie die gelungene Integration des Mädchens Reem. Sie lebt mit ihren Eltern und zwei Geschwistern in einem Plattenbau in Rostock-Evershagen.
Im Juli 2016 wurde sie vom ARD-Magazin Brisant befragt und antwortete, dass sie durch den Medienrummel „viel mutiger …, viel selbstbewusster und auch ein bisschen selbstständiger“ geworden sei. Sie erhielt zunächst eine Aufenthaltserlaubnis bis Oktober 2017. Ende September 2017 wurde bekannt, dass sie eine Niederlassungserlaubnis erhalten hat, sodass sie und ihre Eltern dauerhaft in Deutschland bleiben können und vor Abschiebung geschützt sind.
Im Februar 2019 hatte ihre Familie nur noch eine Aufenthaltsgenehmigung in Deutschland bis zum Mai 2019 und sie selbst bereitete sich auf ihren Realschulabschluss vor. Im Frühjahr 2020 ging sie aufs Gymnasium und gab an, dass sie nach dem Abitur am liebsten Psychologie studieren möchte.

## Antisemitismusvorwürfe
Über ihr Instagram-Profil verbreitete Sahwil nach dem Terrorangriff der Hamas auf Israel 2023 ein Bild, auf dem die Umrisse Israels sowie der palästinensischen Gebiete zu sehen sind. Unter den Umrissen stand der Slogan From the River to the Sea mit dem Hashtag #freepalestine. Dafür wurde Sahwil Antisemitismus vorgeworfen. Ihre Position zum Nahostkonflikt war bereits 2015 Gegenstand eines kritischen Berichts in der Welt. Der CDU-Politiker Eckhardt Rehberg forderte daraufhin, Sahwil die deutsche Staatsbürgerschaft wieder zu entziehen.

## Buch
- Reem Sahwil, Kerstin Kropac: Ich habe einen Traum. Als Flüchtlingskind in Deutschland. Wilhelm Heyne Verlag, München 2017, ISBN 978-3-453-60392-9.